# Haparanda landsfiskalsdistrikt
Haparanda landsfiskalsdistrikt var 1918–1964 ett landsfiskalsdistrikt i Norrbottens län, bildat som Nedertorneå landsfiskalsdistrikt när Sveriges indelning i landsfiskalsdistrikt trädde i kraft den 1 januari 1918, enligt beslut den 7 september 1917. Den 1 oktober 1941 trädde en ny indelning i landsfiskalsdistrikt i kraft (enligt kungörelsen den 28 juni 1941) och landsfiskalsdistriktet fick då namnet Haparanda landsfiskalsdistrikt, samtidigt som stadsfiskalstjänsten i Haparanda stad upphörde. Den 1 januari 1965 avskaffades i Sverige samtliga landsfiskaler och landsfiskalsdistrikt, och deras arbetsuppgifter delades upp på de nyskapade indelningarna polisdistrikt, åklagardistrikt och kronofogdedistrikt.
Landsfiskalsdistriktet låg under länsstyrelsen i Norrbottens län.

## Ingående områden

### Från 1918
- Haparanda stad (endast i utsökningshänseende; staden hade egen stadsfiskal som var polischef och åklagare)[5]
- Karl Gustavs landskommun
- Nedertorneå landskommun

### Från 1 oktober 1941
- Haparanda stad
- Karl Gustavs landskommun
- Nedertorneå landskommun